# 野澤洋輔
野澤 洋輔（のざわ ようすけ、1979年11月9日 - ）は、静岡県静岡市葵区出身の元サッカー選手。ポジションはゴールキーパー（GK）。

## 来歴
静岡大学附属小学校・中学校出身。クラブチームでは当初はFWをやっていたものの、小学校5年生時より監督からGKをやらされたのがきっかけでGKとなった。高校2年生になるまではバスケットボールのインターハイの優勝経験を持つ父の影響もありバスケットボールも並行して行っていた。日本大学三島高校時代には静岡県選抜にも選ばれていたが、高校2年生時から本格的にサッカーのみに集中し始めたという。
1998年に清水エスパルスに入団するも真田雅則が正GKとして定着しており出番に恵まれなかった。2000年にアルビレックス新潟に移籍すると、当初は吉原慎也、木寺浩一に次ぐ第3GKであったが2001年に吉原が退団すると木寺との争いを制してレギュラーに定着した。2003年にはクラブのJ1昇格、J2優勝に貢献した。その端正な顔立ちと明るい性格で新潟の他選手の追随を許さないサポーターからの圧倒的な人気を誇った。新潟の試合時にスタジアムで見られる「わざの野澤」という回文の横断幕や、キックオフ直前にゴールのクロスバーに捕まって行う懸垂はおなじみであった。
全国的な人気もあり、2004年のJリーグオールスターサッカーでは地元の新潟スタジアムでの開催ということもあり、サポーター投票では東軍のGK部門で2位以下を大きく引き離して選出された。西軍として戦った2005年こそ開催地の大分スタジアムでプレーする大分トリニータの西川周作に1位の座を譲ったが、再び東軍として戦う2006年は、2位以下に大差をつけて選出された。
しかし自身は4月23日のJ1第9節・福岡戦で0-2と敗れて以降、北野貴之に正GKの座を奪われる。9月9日の第23節・ヤマハスタジアムでの磐田戦で久々の先発出場を果たしたが、この試合で7失点を喫し、第24節以降は再び控えとなってしまった。この試合に象徴されるように、好不調の波が激しい一面があり、ファインセーブを連発するかと思えば、イージーなゴールを許してしまうこともある。しかし、控え選手となっていながらも腐ることなく練習を続ける様や、サポーターとの交流を積極的に行う様子は正GKの時と変わることなく、サポーターから愛された。
2009年1月6日、新潟時代の恩師である反町康治が新監督に就任したJ2湘南ベルマーレへ完全移籍。同シーズンは過去2年間正GKだった金永基が開幕直前で負傷したためレギュラーの座を掴み、全51試合出場を果たしてJ1昇格の立役者となった。しかし、2010年は椎間板ヘルニアを発症してしまい、さらに復帰後は離脱中に移籍加入した都築龍太に正GKの座を譲る試合も多く18試合の出場に留まった。チームも最下位で1年でJ2で逆戻りとなった。2011年は新加入の西部洋平が正GKとなり、出場なしに終わった。さらに控えGKは阿部伸行が務めたためベンチから外れる試合も多く、チームも14位に沈んだ。
2012年より、反町が新監督を務める松本山雅FCに移籍した。初年度はポジションを掴んだが、2013年になるとヘルニアが再発し長期離脱。その間に、白井裕人や村山智彦にポジションを明け渡した。2014年も引き続きヘルニアの治療のため離脱していたが、最終節の水戸ホーリーホック戦で約1年半ぶりとなるリーグ戦出場を果たすと完封勝利に貢献。J1昇格に花を添えた。
2015年よりアルビレックス新潟シンガポールでプレー。ほぼ全試合に出場し、チームのSリーグ3連覇に大きく貢献した。
2019年よりアルビレックス新潟に復帰。公式戦の試合出場は無く11月19日に契約満了が発表され、リーグ戦最終節となる11月24日のV・ファーレン長崎戦に後半アディショナルタイム4分に大谷幸輝と交代で出場した。
2019年12月17日に現役引退を発表。同月19日に新潟市陸上競技場にて引退会見を開催し、引退後の2020年1月から新潟の営業部への配属となることを公表した。

## エピソード
- 前述の通りバスケットボールもやっていたが、サッカー選手になった理由はバスケットボールのプロリーグがなかったからとサッカーマガジンのインタビューで答えている。

## 所属クラブ
- 静岡青葉サッカースポーツ少年団[8]
- 静岡クラブJr.[8] (静岡大学教育学部附属静岡中学校)
- 清水エスパルスユース[8] (日本大学三島高校)
- 1998年 - 1999年  清水エスパルス[8]
- 2000年 - 2008年  アルビレックス新潟
- 2009年 - 2011年  湘南ベルマーレ
- 2012年 - 2014年  松本山雅FC
- 2015年 - 2018年  アルビレックス新潟シンガポール
- 2019年  アルビレックス新潟

## 個人成績
| 国内大会個人成績 | 国内大会個人成績 | 国内大会個人成績 | 国内大会個人成績 | 国内大会個人成績 | 国内大会個人成績 | 国内大会個人成績 | 国内大会個人成績 | 国内大会個人成績 | 国内大会個人成績 | 国内大会個人成績 | 国内大会個人成績 |
| 年度             | クラブ           | 背番号           | リーグ           | リーグ戦         | リーグ戦         | リーグ杯         | リーグ杯         | オープン杯       | オープン杯       | 期間通算         | 期間通算         |
| 年度             | クラブ           | 背番号           | リーグ           | 出場             | 得点             | 出場             | 得点             | 出場             | 得点             | 出場             | 得点             |
| 日本             | 日本             | 日本             | 日本             | リーグ戦         | リーグ戦         | リーグ杯         | リーグ杯         | 天皇杯           | 天皇杯           | 期間通算         | 期間通算         |
| ---------------- | ---------------- | ---------------- | ---------------- | ---------------- | ---------------- | ---------------- | ---------------- | ---------------- | ---------------- | ---------------- | ---------------- |
| 1998             | 清水             | 24               | J                | 0                | 0                | 0                | 0                | 0                | 0                | 0                | 0                |
| 1999             | 清水             | 24               | J1               | 0                | 0                | 0                | 0                | 0                | 0                | 0                | 0                |
| 2000             | 新潟             | 21               | J2               | 0                | 0                | 0                | 0                | 0                | 0                | 0                | 0                |
| 2001             | 新潟             | 21               | J2               | 44               | 0                | 1                | 0                | 2                | 0                | 47               | 0                |
| 2002             | 新潟             | 21               | J2               | 43               | 0                | -                | -                | 1                | 0                | 44               | 0                |
| 2003             | 新潟             | 21               | J2               | 44               | 0                | -                | -                | 2                | 0                | 46               | 0                |
| 2004             | 新潟             | 21               | J1               | 19               | 0                | 6                | 0                | 1                | 0                | 26               | 0                |
| 2005             | 新潟             | 21               | J1               | 26               | 0                | 6                | 0                | 1                | 0                | 33               | 0                |
| 2006             | 新潟             | 21               | J1               | 10               | 0                | 2                | 0                | 0                | 0                | 12               | 0                |
| 2007             | 新潟             | 21               | J1               | 0                | 0                | 0                | 0                | 0                | 0                | 0                | 0                |
| 2008             | 新潟             | 21               | J1               | 2                | 0                | 2                | 0                | 0                | 0                | 4                | 0                |
| 2009             | 湘南             | 32               | J2               | 51               | 0                | -                | -                | 0                | 0                | 51               | 0                |
| 2010             | 湘南             | 1                | J1               | 18               | 0                | 1                | 0                | 2                | 0                | 21               | 0                |
| 2011             | 湘南             | 1                | J2               | 0                | 0                | -                | -                | 2                | 0                | 2                | 0                |
| 2012             | 松本             | 21               | J2               | 29               | 0                | -                | -                | 0                | 0                | 29               | 0                |
| 2013             | 松本             | 1                | J2               | 6                | 0                | -                | -                | 0                | 0                | 6                | 0                |
| 2014             | 松本             | 1                | J2               | 1                | 0                | -                | -                | 0                | 0                | 1                | 0                |
| シンガポール     | シンガポール     | シンガポール     | シンガポール     | リーグ戦         | リーグ戦         | リーグ杯         | リーグ杯         | シンガポール杯   | シンガポール杯   | 期間通算         | 期間通算         |
| 2015             | 新潟S            | 21               | Sリーグ/SPL      | 27               | 0                | 4                | 0                | 6                | 0                | 37               | 0                |
| 2016             | 新潟S            | 21               | Sリーグ/SPL      | 21               | 0                | 3                | 0                | 3                | 0                | 27               | 0                |
| 2017             | 新潟S            | 21               | Sリーグ/SPL      | 22               | 0                | 5                | 0                | 5                | 0                | 32               | 0                |
| 2018             | 新潟S            | 21               | Sリーグ/SPL      | 24               | 0                | -                | -                | 5                | 0                | 29               | 0                |
| 日本             | 日本             | 日本             | 日本             | リーグ戦         | リーグ戦         | リーグ杯         | リーグ杯         | 天皇杯           | 天皇杯           | 期間通算         | 期間通算         |
| 2019             | 新潟             | 21               | J2               | 1                | 0                | -                | -                | 0                | 0                | 1                | 0                |
| 通算             | 日本             | 日本             | J1               | 75               | 0                | 17               | 0                | 4                | 0                | 96               | 0                |
| 通算             | 日本             | 日本             | J2               | 219              | 0                | 1                | 0                | 7                | 0                | 227              | 0                |
| 通算             | シンガポール     | シンガポール     | Sリーグ          | 94               | 0                | 12               | 0                | 19               | 0                | 125              | 0                |
| 総通算           | 総通算           | 総通算           | 総通算           | 388              | 0                | 30               | 0                | 30               | 0                | 448              | 0                |

## タイトル

### クラブ
アルビレックス新潟
- J2リーグ：1回（2003年）

アルビレックス新潟シンガポール
- Sリーグ：3回 (2016、2017、2018)
- シンガポール・カップ：4回 (2015、2016、2017、2018)
- シンガポール・リーグカップ：3回 (2015、2016、2017)
- シンガポール・チャリティーシールド：3回 (2016、2017、2018)